# Casa Campia
Casa Campia è un edificio storico sito nel cuore del paese di Revò, in Val di Non, Trentino. Si tratta di un imponente ed elegante esempio di architettura del tardo Rinascimento d'oltralpe. Dopo essere stato edificato e abitato per secoli dalla nobile famiglia De Maffei, è divenuto proprietà del comune di Revò, che lo ha acquistato.

## Architettura
Casa Campia è una delle dimore gentilizie delle Valli del Noce e s'inserisce in un contesto di pregevoli residenze nobiliari.
Lo stile dell'edificio è mutuato dall'architettura tardo rinascimentale dell'Oltradige, caratterizzata dalla giustapposizione di ariose logge sovrapposte e di eleganti torricelle. L'edificio si pone dunque in continuità stilistica con le residenze Kreit, Zinnenburg, Althammer e Reich di Appiano e Caldaro, tutte erette tra la fine del Cinquecento e i primi decenni del Seicento da maestranze lombarde e locali. La pianta dell'edificio non presenta un carattere unitario: il suo assetto attuale è infatti il risultato di successivi interventi di ampliamento e restauro, documentati da una serie di date inserite in vari punti delle strutture. Sulla facciata principale di Casa Campia è presente un orologio solare nel quale campeggia lo stemma nuovo della famiglia Maffei. Evidente la caratteristica torre a quattro piani.

## Storia

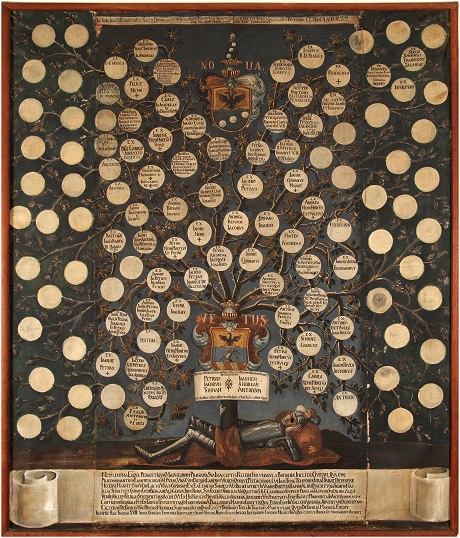
L'albero genealogico è un'opera su tela del 1654.

L'indicazione cronologica più arretrata è costituita dalla data 1669 apposta sulla chiave di volta del portale d'ingresso settentrionale, unitamente alla sigla "P.M.", ovvero "Pietro Maffei". Il committente, figlio di Jacopo, era nato a Revò il 28 aprile 1621 ed era stato avviato alla professione notarile: un ritratto di gruppo già conservato nella quadreria di Casa Campia lo raffigura insieme alla moglie e ai figli. Non è chiaro se la data 1669 si debba riferire all'erezione dell'edificio dalle fondamenta o se invece Pietro Maffei si sia limitato a restaurare e ampliare una dimora preesistente, che la tradizione assegna alla nobile famiglia de Campi di Cles, donde il nome Campia. 
Certo è che i lavori proseguirono alacremente nel decennio successivo: nel 1671 venne ultimata la torricella, come attesta la data apposta sulla meridiana, mentre due anni dopo vennero decorate le pareti del salone al secondo piano. Grandi lavori vennero eseguiti anche nel corso del XVIII secolo: nel 1736 fu ricostruito il portale della facciata a sud-est, mentre tre anni dopo venne rifatto almeno in parte il tetto, come testimonia la data incisa sulla trave del sottogronda, visibile dalla loggia che si apre sulla facciata di sud-ovest. Nel 1765 s'intrapresero nuovi lavori alla torricella, coronata dal tetto cuspidato. La data 1789 è infine incisa nel pilastro ottagonale che sorregge l'avvolto delle cantine. 
Al primo piano gli ambienti sono organizzati ai lati di un ampio "portego" voltato, che dall'ingresso sull'attuale via IV novembre conduce fino alla loggia. Nel salone principale si conserva un olio su tela raffigurante l'albero genealogico della famiglia Maffei. Oltre alle cucine e ad altri ambienti di servizio, su questo piano si trova il cosiddetto vòut de fer, destinato alla custodia del tesoro di famiglia, che prende il nome da un'antica porta blindata tuttora in uso. In corrispondenza dell'angolo meridionale dell'edificio è collocato uno degli ambienti più interessanti della dimora, una stube foderata in legno e riscaldata da una magnifica stufa a torre in maiolica. Si tratta di un tipico manufatto, opera di artigiani faentini di Sfruz, datato 1753 e decorato a monocromo celeste con le raffigurazioni allegoriche dei mesi, delle stagioni e dei quattro continenti allora conosciuti, alternati a telamoni, canestri di frutta, colonnine tortili e mascheroni.
Anche il secondo piano dell'edificio si articola intorno a un salone longitudinale centrale, le cui pareti recano una decorazione pittorica a finti cortinaggi drappeggiati datata 1673. A destra e a sinistra si aprono numerose stanze con volte a canestro, tra cui si segnalano la biblioteca, rivestita da una boiserie settecentesca, e la cappella privata, ricavata all'interno dell'abitazione nel 1788. Un tempo essa ospitava un altare settecentesco in finto marmo policromo e una pala raffigurante San Giuseppe e i devoti, attribuibile al pittore Mattia Lampi sulla base del confronto con l'analogo dipinto collocato sull'altare laterale sinistro della chiesa di Santa Maria del Monte Carmelo a Revò. La pala, da poco recuperata, è ora visibile nella sua antica sede insieme ad alcuni arredi originari della stessa. Il salone termina con una loggia che apre una meravigliosa finestra sulla Val di Non, dalla quale si possono ammirare il lago di Santa Giustina, il castel Cles e il gruppo delle Dolomiti di Brenta oltre alle distese di meleti e a qualche vigneto dove ancora si coltiva il groppello di Revò, emblema stesso dell'antico villaggio. Casa Campia è circondata da un giardino all'italiana che protegge l'eleganza delle sue mura e la sua lunga storia.

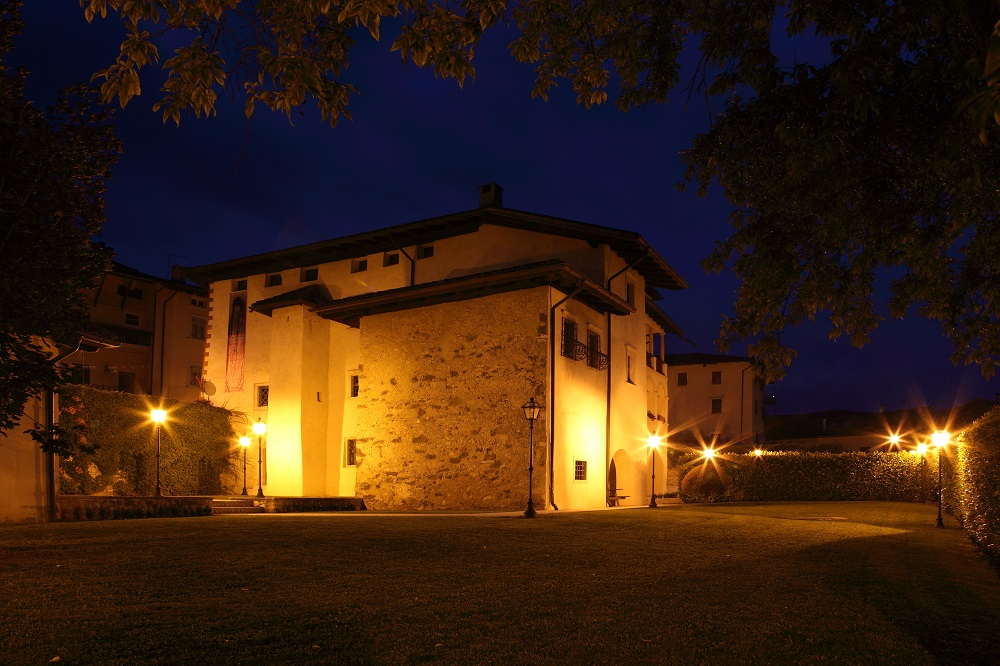
La mole imponente ma allo stesso tempo elegante e ben composta di Casa Campia vista dal grazioso giardino all'italiana.

Nonostante la continuità nella proprietà dell'edificio, i Maffei, soprattutto nel XX secolo, non ne furono gli unici inquilini. Nei primi anni '30 del Novecento, il dottor Keller, farmacista presso la Farmacia de Maffei a Cles, prese in gestione la farmacia comunale di Revò, dove si trasferì e vi rimase per diversi anni, fino agli inizi degli anni '40, in affitto presso il secondo piano di Casa Campia. Successivamente la proprietaria, Maria Maffei, decise di lasciare palazzo Maffei per trasferirsi a Casa Campia.
Vennero quindi effettuati dei lavori di ristrutturazione e di ammodernamento, in particolar modo al primo piano, dove la nobildonna decise di abitare. Fu in tale occasione che propose alle care amiche di famiglia, signorine Rigatti oriunde di Revò, di venire ad abitare al secondo piano della Campia, così da godere di una costante ed amichevole compagnia.  Le signorine Rigatti, Rosella, Mariola e Luisa erano figlie del prof. Bartolomeo Rigatti e della nobildonna Anna de Stanchina di Livo. Tutte e tre professoresse in pensione, accettarono tale proposta e si trasferirono al secondo piano della Campia con la mamma, dove abitarono diversi decenni, fino alla loro morte. Ancora oggi nelle vecchie famiglie della valle di Non si tramanda il ricordo delle lunghe ed agguerrite partite di canasta che venivano organizzate in quegli anni alla Campia da Maria Maffei e degli amici Bolego, Cortivo (de Manincor di Banco), de Pretis. 
Negli anni settanta, venuta a mancare Maria Maffei, nubile e senza figli, per volontà testamentaria la proprietà dell'edificio passò al fratello ing. Giacomo, che non la abitò mai e la lasciò al figlio adottivo, il quale la cedette al comune di Revò nel 1989. Poco dopo iniziarono i lavori di restauro, diretti dall'architetto Michelangelo Lupo e conclusisi nel 1998. Oggi Casa Campia è sede di mostre ed eventi culturali.

## Lo stemma Maffei

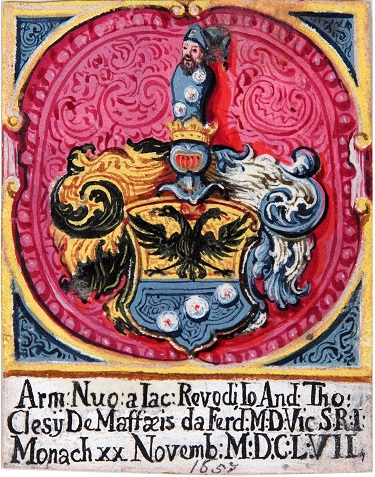
Lo stemma della famiglia Maffei presenta un'aquila bicefala e tre rose.

Su numerosi arredi e suppellettili già dei Maffei, come dalle cassapanche al servizio da tè, come pure sulla facciata sud-orientale di Casa Campia, sopra una meridiana settecentesca si rinviene lo stemma della famiglia Maffei nella versione più recente: campo dello scudo troncato, d'oro all'aquila bicipite in nero coronata d'oro, nella parte superiore; d'azzurro a tre rose d'argento bottonate d'oro poste in sbarra, nella parte inferiore. Per cimiero ha uno gnomo privo di braccia, vestito d'azzurro caricato di tre rose d'argento al pari dello scudo. Talora un secondo cimiero ripete il motivo dell'aquila imperiale, a conferma della volontà di porsi sotto la protezione degli Asburgo.

## L'archivio Maffei
Caratteristica di Casa Campia era l'archivio della famiglia Maffei che in origine era collocato nel vòut de fer, in un vecchio armadio con dodici cassettini. Fu studiato e registrato per la prima volta dal dott. Giuseppe Silvestri di Revò, che in un articolo apparso sulla "Strenna Trentina" del 1995 ricordava: "Un esame sommario di tale materiale mi fece balzare subito agli occhi l'importanza di quei documenti: si trattava di carte riguardanti non solo la famiglia, ma anche scritti di interesse più generale, concernenti il Comune di Revò e paesi limitrofi, il Magistrato delle Valli, le giurisdizioni feudali della valle, lettere di corrispondenza (per es. una autentica di C. A. Pilati)". L'intero archivio fu donato dagli eredi Maffei, con atto di generosa responsabilità, al comune di Revò e forma oggi il Fondo Maffei dell'Archivio Storico Comunale. Contempla documenti dal XVI al XX secolo.

## Esposizioni
2011
- Casa Campia... in mostra

2012
- Sete, filande e cavalieri. E il gelso in Val di Non

2013
- Storie di emigrazione in Val di Non

2014
- La Guèra del Catordes

2015
- La Guèra del Catordes

2016
- Dalle Dolomiti ai Monti dell'Atlante. Viaggio studio tra montagne e culture
- Radici, mostra di arte contemporanea su Acqua, Aria, Terra, Fuoco con Dogukan Belozoglu | Federico Lanaro | Gardumi & Degasperi | Roberta Segata |
- Combinazioni. I 4 elementi nelle fotografie di Stefano Ziller, Damiano Clauser, Vinicio Clauser, Diego Marini, Stefano Springhetti, Fausto Bassoli, Mauro Mendini, Paolo Crocetta, Davide Ruffini, Luigi Sandri

2017
- Assonanze. Forme e Colori. Mostra personale di Marco Paseri
- Primavera
- Ars Artigiana, mostra dell'Artigianato delle Valli del Noce

2018
- A ruota libera. La bicicletta in Trentino dal dinamismo di Fortunato Depero alle vittorie di Letizia Paternoster
- Val di Non. Sguardi sulla Grande Guerra